# Els goigs de la Mare de Déu (Memling)
Els goigs de la Mare de Déu, també conegut com l'Adveniment i triomf de Crist és una pintura a l'oli sobre taula, pintada c. 1480 pel pintor d'origen alemany Hans Memling de l'escola dels primitius flamencs. Es va fer per l'altar del gremi dels Tanner (blanquers) o dels Saddler (talabarders), la capella més oriental de l'església de la Mare de Déu de Bruges, on va estar fins a 1780. Actualment es troba a l'Alte Pinakothek a Múnic.
La pintura mostra 25 episodis de la vida de Jesús combinats en una composició narrativa sense una escena central: incloent-hi l'Anunciació; l'Anunciació als pastors; la Nativitat; la Massacre dels Innocents; l'Adoració dels Reis Mags; la Passió; la Resurrecció; l'Ascensió; Pentecost; la Dormició de Maria i l'Assumpció. Un estil narratiu similar va ser emprat per Memling a les Escenes de la Passió de Crist (Memling) (c. 1470), encarregat per Tommaso Portinari i actualment a la Galeria Sabauda de Torí.
L'obra Els goigs de la Mare de Déu va ser acabada el 1480 i va ser una donació de Pieter Bultync i la seva dona Katelyne van Ryebeke, com retaule de la capella del gremi dels Tanner (blanquers) o dels Saddler (talabarders), la capella més oriental de l'església de la Mare de Déu de Bruges. L'escena central mostra en primer pla l'Adoració dels Reis Mags i una composició amb un important simbolisme litúrgic, com Maria, representant l'Ara Dei (altar de Déu) o Ara Coeli (altar del Cel), en sostenir el seu fill, el pa eucarístic, a la seva falda, mentre se li acosten els Reis Mags, com a representants simbòlics de l'Església universal. Així, el retaule de Memling compleix funcions devocionals i litúrgiques.
Les misses que s'haurien dit en aquesta capella eren per als membres del gremi, vius i morts, i les seves famílies, però la visió del retaule de Memling no es limitava als membres del gremi. L'obertura de l'arquitectura gòtica del temple permet una visió clara de la capella i el seu altar. La pintura hauria estat totalment visible des del deambulatori, fora de la capella de la Verge, mostrant els seus brillants colors i les escenes complexes als assistents que s'apropessin a resar. Els arnesos i muntures decoratives que adornen l'escena dels Reis Mags podria haver tingut una finalitat publicitaria de productes del gremi.
La devoció moderna de l'època convidava a una peregrinació mental, com un viatge imaginari des d'un santuari local i familiar a un destí perillós a Terra Santa, seguint les passes de Crist, especialment per tal de reviure la Passió. Aquest concepte d'un pelegrinatge mental pot ajudar a explicar una obra com aquesta per mostrar el camí de Crist i de la seva mare a través dels llocs sagrats.